# Église Sainte-Anne de Tavaux
Pour les articles homonymes, voir Église Sainte-Anne.
L'église Sainte-Anne de Tavaux est une église paroissiale de culte catholique, bâtie par l'architecte Henri Vidal à la fin des années 1930 à Tavaux, dans le département français du Jura. Elle fait partie d'une cité ouvrière également dessinée par Vidal, construite pour l'usine Solvay située dans cette commune.

## Historique
À l'origine, le plan d'ensemble de la cité Solvay ne prévoyait pas la construction d'une église. Pourtant, l'église Sainte-Anne a vu sa première pierre posée le 20 mai 1938 (celle-ci, visible dans le mur nord du chœur, porte en effet la date XX.V.MCMXXXVIII). L'église a été inaugurée le 3 septembre 1939, soit le jour de la déclaration de la guerre contre l'Allemagne.
Vers 1937, Georges Rouault avait été approché par Vidal pour réaliser le vitrail de l'église, mais surchargé de travail par Ambroise Vollard, il avait dû refuser.
Une fresque du peintre suédois Rudolf Gowenius (sv), orne le mur du chœur ; il l'a exécutée entre le 17 octobre et le 5 décembre 1938.
En 1961, la paroisse a ouvert une souscription auprès de ses fidèles pour construire une salle paroissiale. La société Solvay, souhaitant que l'architecture de cette salle soit homogène avec celle de l'église, finança les coûts supplémentaires occasionnés par cette contrainte.
Le 29 juin 2004, l'église a été labellisée « Patrimoine du XXe siècle »,, en même temps que la cité Solvay ; à ce titre elle a été présentée en 2010 dans une exposition à la Maison de l'architecture de Franche-Comté à Besançon,.
Elle a été inscrite aux monuments historiques par arrêté du 5 août 2020,. L'arrêté de classement du 27 juillet 2023 se substitue à l'arrêté d'inscription.

## Description
L'église suit un plan basilical.
Sa façade principale est dotée d'un porche en plein cintre à plusieurs voussures, entouré de symboles bibliques (IHS, bateau, ancre, chrismes, chandelier à 7 branches), et son pignon est orné d'un Christ en croix de Georges Saupique. À droite de la façade, détaché de celle-ci, s'élève un clocher de forme carrée et flanqué de contreforts d'angle verticaux.
L'église est construite en maçonnerie de pierres calcaires provenant des mêmes carrières que celles utilisées pour les maisons de la cité ouvrière.
La charpente apparente en sapin madré est constituée de fermes en forme d'arc brisé, qui descendent jusqu'à terre.
La fresque du chœur peinte par Gowenius représente l'Assomption de Marie.

## Orgue
Les plans initiaux de l'église prévoyaient un orgue, mais le projet a été abandonné à cause de la Seconde Guerre mondiale. Entre 2006 et 2009, la collégiale Notre-Dame de Dole, située à une dizaine de kilomètres, a été restaurée, et son orgue a été déposé. Apprenant cela, une association, les Amis de l'orgue de Sainte-Anne, s'est alors constituée pour recueillir les fonds nécessaires à la restauration de l'orgue, acquis pour un euro symbolique, et en équiper l'église Sainte-Anne de Tavaux. Ce projet a été récompensé en 2011 par le prix « Un patrimoine pour demain » du magazine Pèlerin,. L'orgue a été inauguré dans l'église le 20 octobre 2012.